# Assemblée des Macédoniens
 (juillet 2017).
Si vous disposez d'ouvrages ou d'articles de référence ou si vous connaissez des sites web de qualité traitant du thème abordé ici, merci de compléter l'article en donnant les références utiles à sa vérifiabilité et en les liant à la section « Notes et références ».

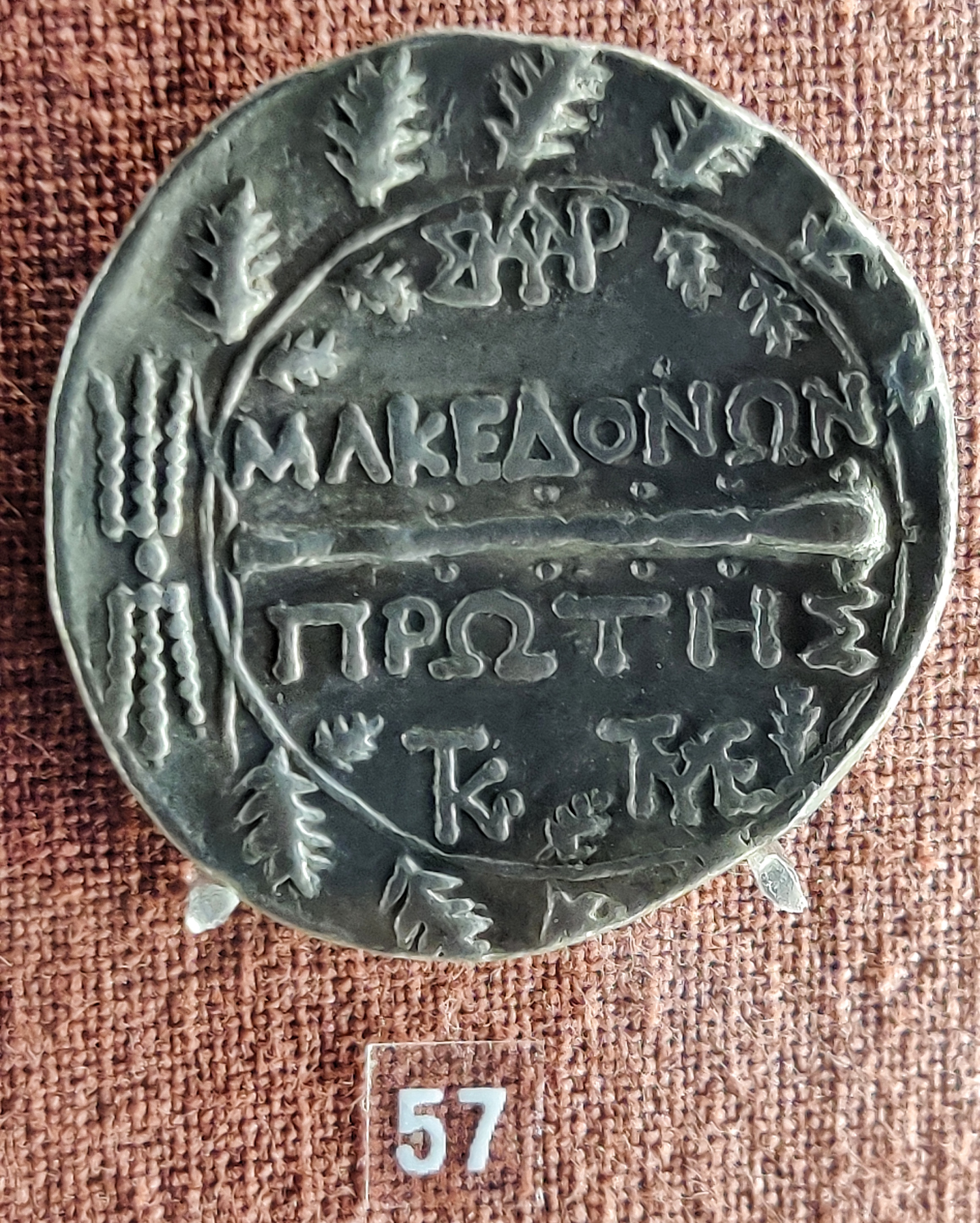
Pièce de l’assemblée des Macédoniens au Numismatic Museum d’Athènes avec l’inscription en grec.

L’Assemblée des Macédoniens (en grec ancien Τὸ Κοινὸν Μακεδόνων / Tó Koïnón Makedónôn), connue aussi sous la dénomination de les Macédoniens (Οἱ Μακεδόνες / Oï Makedónes), désigne dans le royaume de Macédoine l'assemblée primaire des citoyens-soldats, ultime détentrice de la souveraineté. À l'époque romaine, c'est un conseil provincial dont les attributions sont surtout religieuses.
L'existence d'une assemblée commune des Macédoniens et l'étendue de ses pouvoirs sont des questions controversées. De nombreuses sources littéraires (Tite-Live, Polybe) mais surtout épigraphiques attestent pourtant de l'existence, distincte du roi, des Macédoniens ou plutôt de la Communauté des Macédoniens. Deux dédicaces de ce koinon des Macédoniens au roi Philippe V, l'une à Délos, et l'autre à Samothrace, démontrent qu'il s'agit d'une institution politique à part entière, un corps constitué qui a son organisation propre et l'accès à des moyens financiers. Ce dernier point est également confirmé par l'existence de séries monétaires frappées au nom des Macédoniens et non du roi. L'examen de ces différentes sources montre que l'assemblée des Macédoniens n'est pas normalement une assemblée militaire, mais une assemblée populaire, qui peut comme les autres assemblées grecques de ce type, se rassembler en armes ou désarmée selon les circonstances (Étoliens, Achéens, Spartiates).

## Une institution issue des réformes de Philippe II
Le développement de cette institution, sinon sa création, est presque certainement dû à Philippe II, dans la mesure où c'est une conséquence directe de sa réforme de l'armée : en créant la phalange de porteurs de sarisses qu'il porte à 30 000 fantassins, grâce à l'allégement de l'armement défensif (qui est donc moins coûteux), Philippe permet à autant de Macédoniens de participer à la vie politique du royaume : ils sont désormais membres de l'assemblée des soldats-citoyens.
Cette réforme permet à Philippe de créer une institution faisant contrepoids aux Compagnons du roi (basilikoi hétairoi) ou Amis (philoi), c'est-à-dire les membres des familles aristocratiques qui peuvent représenter un danger politique pour la dynastie régnante : il parachève d'ailleurs cette évolution en élargissant le corps des Compagnons à 800 membres, grâce à des dotations généreuses dans les nouvelles terres conquises sous son règne, et en créant un corps correspondant de Compagnons à pied (pezhétaires). Alexandre poursuit cette politique en étendant les termes de Compagnons et de Compagnons à pied respectivement à l'ensemble de la cavalerie et de l'infanterie de la phalange : les Macédoniens acquièrent ainsi les droits politiques qui sont jusqu'à présent réservés au cercle immédiat des Compagnons proches du roi.
Cette réforme explique l'attachement des Macédoniens du commun à Philippe et à sa descendance, jusqu'en 323 av. J.-C. et au-delà. L'Assemblée du peuple en arme rééquilibre ainsi le poids des Amis du roi. Elle se réunit au minimum deux fois par an, à l'ouverture de la saison militaire en mars (fête de Xandika), et à sa fermeture en octobre, à Dion, et de surcroît à des sessions extraordinaires requises par le roi.

## Compétences de l'Assemblée

### Succession et régence
Le premier domaine important d'intervention de l'Assemblée est la succession royale : ce sont les Macédoniens réunis en assemblée qui proclament le nouveau roi après acclamation d'un héritier déjà désigné soit après élection. Ainsi Alexandre est acclamé roi par les Macédoniens réunis en Assemblée à Aigai immédiatement après l'assassinat de Philippe II en 336 ; Philippe III et Alexandre IV (le fils in utero de Roxane) sont proclamés rois par l'armée d'Asie selon le compromis accepté par le Conseil et la cavalerie d'un côté, l'infanterie de l'autre.
L'Assemblée reste donc la dépositaire de la souveraineté. Elle peut révoquer le roi et transmettre son titre à un autre membre de la famille royale. Ainsi en 323, après la mort d'Alexandre, Philippe III menace de renoncer à la royauté et met au défi les phalanges d'élire un meilleur homme que lui.

### Procès capitaux
La participation de l'Assemblée y est obligatoire : un roi ne peut exécuter un Compagnon sans un procès devant l'Assemblée. Les quelques exceptions enregistrées par les sources notent le scandale qui s'ensuivit. Après une enquête préliminaire menée par le Conseil, le procès se fait devant l'Assemblée par procédure contradictoire (logos/antilogos) puis délibération libre de l'Assemblée, et la sentence est ensuite votée par acclamation (comme à Sparte). À tout moment, le roi qui préside l'assemblée peut ajourner les débats : c'est ce que fait par exemple Cassandre, lors du procès d'Olympias en 316 av. J.-C. Pour les crimes mineurs, n'encourant pas la peine de mort, le Conseil seul est compétent. Le roi ou le régent peut quant à lui rendre une sentence en matière de discipline militaire (comme la sédition d'Opis en 324 ou celle de Babylone en 323). Mais même ces sentences sont parfois considérées par les Macédoniens comme des abus de pouvoir.

### Politique étrangère
Les sources montrent l'Assemblée intervenir en d'autres occasions : la déclaration de guerre contre Cassandre en 316, contre Eumène de Cardia en 321, la décision de ne pas appliquer les plans d'Alexandre en 323.

### Nominations
La nomination des régents (épitropoi) et des grands administrateurs du royaume (épimeletai) devait suivre la même procédure que l’acclamation des rois et réclamer la tenue d’une assemblée. On sait que c’était aussi le cas pour les administrations locales dans le cadre des accords de Babylone en 323 et de Triparadisos en 321, nominations ratifiées par l’Assemblée. C’est encore l’Assemblée qui nomme les commandants de la guerre contre les colons grecs révoltés des Hautes satrapies en 323 et contre Eumène de Cardia en 321.

### Autres compétences
C’est aussi l’Assemblée qui vote les honneurs, accorde les décrets de proxénie et d’asylie, envoie des ambassades, au cours de ses deux réunions annuelles.

### Relations avec le Conseil royal
Dans la plupart de ces occasions, le Conseil royal joue un rôle probouleutique vis-à-vis de l'Assemblée : c'est vrai pour les procès capitaux, mais aussi pour les « élections » royales, et pour le choix des administrateurs en chef du royaume comme la désignation de Perdiccas à la charge d'épimélète (régent) en 323, ou celle d'Antipater en 321. Il est même possible que la distribution des satrapies en 323 ait été ratifiée par l'Assemblée après avoir été décidée par le Conseil présidé par Perdiccas.

## Question du quorum
Seules les réunions destinées à l'élection royale requièrent la convocation d'une Assemblée plénière : après la proclamation, les membres de l'Assemblée doivent en effet prêter serment de fidélité à leur nouveau roi, et il s'agit d'éviter que puissent être convoquées d'autres assemblées, réunissant les absents, qui pourraient acclamer et prêter serment à un rival. L'acclamation par l'assemblée plénière est donc d'autant plus nécessaire qu'il y a beaucoup de prétendants rivaux au trône, une situation récurrente dans l'histoire macédonienne.
En revanche, pour les autres domaines d'intervention, cette participation maximale n'est pas requise. La plupart des procès qui sont mentionnés par les sources ont lieu en temps de guerre, dans des circonstances qui ne permettent pas la réunion d’une assemblée plénière, mais seulement d’une partie de l’armée. Il ne faut cependant pas y voir une dénaturation de la loi coutumière macédonienne, car ce n’est pas tant la présence intégrale du corps civique qui est réclamée dans une assemblée par la pensée politique grecque que la capacité d’exercer son droit d’iségoria. La réunion d’une assemblée plénière devait être tout aussi difficile en temps de paix : il faut donc envisager que les procès capitaux aient pu être introduits devant les assemblées régionales. La consultation de l’Assemblée pour les déclarations de guerre ne paraît pas avoir été obligatoire mais hautement recommandée : les Macédoniens s’attendaient à ce qu’on leur demandât leur avis sur le fait qu’ils allaient risquer leur vie.

## Sous la domination romaine
Après la destruction du royaume de Macédoine divisé en quatre républiques indépendantes en 167 av. J.-C., l'Assemblée est la principale institution fédérale, avec la monarchie, à disparaître. Tite-Live précise que sa suppression vise explicitement à empêcher qu'un démagogue ne puisse la soulever contre eux et réaliser ainsi de nouveau l'unité macédonienne. Plus tard, à l'époque impériale, l'Assemblée est une tout autre institution, qui n'a plus rien à voir avec l'assemblée primaire de la monarchie argéade. Il s'agit en effet d'un conseil provincial, dont le siège est à Béroia, et dont les attributions sont essentiellement liées à l'organisation du culte impérial dans la province. Sa création remonte peut-être à Auguste.